# المحقق الغنائي (فلم)
المحقق الغنائي (بالإنجليزية: The Singing Detective) فيلم كوميدي موسيقي أمريكي عن الجريمة لعام 2003، أخرجه كيث جوردون واستند إلى مسلسل بي بي سي الذي يحمل نفس العنوان. كتب الرواية، وأيضاً السيناريو الكاتب البريطاني دينيس بوتر. الفيلم من بطولة روبرت داوني جونيور. يتضمن الفيلم عدد من أغاني الخمسينيات.

## طاقم التمثيل
روبرت داوني جونيور: في دور دان دارك
ديفيد دورفمان: في دور دان دارك (صغير)
روبن رايت بن: في دور نيكولا / نينا / شقراء
جيريمي نورثام: في دور مارك بيني
كاتي هولمز: في دور ممرضة ميلز
ميل جيبسون: في دور دكتور جيبون
أدريان برودي: في دور أول هود
جون بوليتو: في دور هود الثاني
كارلا جوجينو: في دور بيتي دارك / هوكر
شاول روبينك: في دور اختصاصي الجلد
ألفري وودارد: في دور رئيس الأركان
ايمي أكينو: في دور الممرضة نوزكي
إدي جونز: في دور مونجلو بارتندر
كلايد كوساتسو: في دور طبيب ياباني زائر

## ملخص أحداث الفيلم
يرقد الروائي دان دارك بالمستشفى لإصابته بحالة شديدة من الصدفية والتهاب المفاصل، وأثناء وجوده بالمستشفى يعيد صياغة كتابه الأول في رأسه، ويخلط نفسه مع بطل الرواية، المحقق الذي يحقق في مقتل عاهرة في الخمسينيات من القرن الماضي في لوس أنجلوس. يتفاعل دارك مع مختلف الأشخاص من حوله في المستشفى، وعندما يحاول الأطباء والممرضات مساعدته يرفض. يشعر بغضب ومرارة تجاه الجميع. ينهار إحساسه بالواقع إلى هلوسات حيث يغني الناس بشكل عشوائي على أنغام الموسيقي. تنقلب الموازين في مخيلة دارك، ويخطفه رجلين، ويظهر المحقق الغنائي ويطلق الرصاص على المختطفين.
تلاحق دارك طفولة المؤلمة، وهو ما يفسر نفور دارك تجاه النشاط الجنسي (كان دارك قد شاهد والدته تمارس الجنس مع رجال آخرين، بما في ذلك شريك والده في العمل).

## استقبال الفيلم
منح موقع الطماطم الفاسدة الفيلم تقييم مقداره 39% بناء على آراء 108 من نقاد السينما، وكتب الإجماع النقدي للموقع: "الأداء المبهج لروبرت داوني جونيور لا يمكن أن ينقذ انتقال المخبر الغنائي من التلفزيون إلى الشاشة الكبيرة"، بينما أحب بعض النقاد، مثل روجر إيبرت، الفيلم، واعتبره آخرون فشلًا مثيرًا للاهتمام.

## وصلات خارجية
- المحقق الغنائي (فيلم)
- المحقق الغنائي (فيلم)
- المحقق الغنائي (فيلم)
- المحقق الغنائي (فيلم)
- المحقق الغنائي (فيلم)